# Cahuacán
Cahuacán es uno de los diez pueblos perteneciente al municipio de Nicolás Romero en el Estado de México. Es el pueblo más antiguo de ese municipio y de gran parte de la región. Los primeros asentamientos humanos en la región datan de hace más de 2,000 años. Su nombre prehispánico es Qua hua can que significa 'Lugar de águilas y árboles'. Es en 1486 durante el reinado del emperador mexica Ahuizotl cuando Quahuacan por fin logra ser sometido y comienza a rendir tributo a Tlacopan que junto con Texcoco y Tenochtitlan formaban la triple alianza. Quahuacan se convierte en la cabecera de una provincia tributaria con el mismo nombre, que abarcaba 13 poblaciones entre la cuenca de México y el valle de Toluca.

## Historia
Muchos años después de consumada la conquista, en 1596 se funda la parroquia más antigua del municipio la de Santa María Magdalena estableciéndose desde entonces el centro del pueblo en las cercanías del templo en lo que actualmente se conoce como primer barrio de Cahuacán. Tras el fracaso de los primeros evangelizadores de erigir la primera parroquia sobre las ruinas de un panteón prehispánico en el paraje que actualmente se conoce como "Iglesia Vieja" y que era el más habitado en aquel momento y hasta la llegada de las tropas revolucionarias zapatistas cuando todos sus pobladores se desplazarían a otras partes del pueblo, a raíz de los saqueos y demás actos cometidos por las tropas que tenían como cuartel el pueblo vecino de Transfiguración.

## Años 20´s
Existió posteriormente desde 1918 y hasta 1943 aproximadamente una línea férrea que trasportaba los recursos forestales (principalmente madera) que se explotaba en los bosques del pueblo y que comercializaban los dueños de la hacienda de la Encarnación, dicha línea partía de la actual Colonia Capetillo, hasta la estación "La Cima" en la parte alta del pueblo, donde se encontraba un aserradero que disponía de cuatro plataformas que funcionaban con vapor: "La Serrana", "La Cotorra", "La Montañesa", y "María de la Luz", esta última en honor a la administradora de dicha empresa que detonó el desarrollo de la región y que daba empleo a sus habitantes. Actualmente existen parajes que conservan el nombre de aquellas estaciones de carga. (El 14, El 19, El trigo etc.)

## Ejido de Cahuacán.
El Ejido de Santa María Magdalena Cahuacán fue el primero en crearse después de la promulgación de la Constitución de 1917, que agrupaba las principales causas revolucionarias. En 1919 una resolución firmada por el presidente Venustiano Carranza ordena que se otorguen al pueblo de Cahuacán 740 hectáreas de tierra y es así como en el 1 de Julio de ese año se crea el primer ejido posrevolucionario. tras una lucha histórica por la posesión legítima de sus tierras por parte de los campesinos de Cahuacán.
Posteriormente en los años 30´s se realizó la primera ampliación y se dotó de certificados de derechos agrarios a 300 campesinos, siendo en la actualidad un padrón de más de 500.

## Ejido Modelo en los años 50´s
En el año de 1955 el presidente de la república Lic. Adolfo Ruiz Cortines, el entonces secretario del trabajo Lic. Adolfo López Mateos y el jefe del Departamento del Reparto Agrario Lic. Garriz Urieta, visitan el Ejido de Cahuacán tras considerarlo un Ejido modelo en todo el país con la implementación de sistemas de irrigación que permitían mayor productividad; siendo comisariado ejidal el Sr. Loreto Espinoza.

## Educación
Existen en el pueblo distintas instituciones de educación básica y media superior. Entre las más importantes se encuentran:
-Jardín de Niños "Tizoc"
-Jardín de Niños "Atlitzin"
-Escuela Primaria Ignacio Ramírez López
-Escuela Primaria Artículo 3°
-Escuela Primaria Artículo 27
-Escuela Tele Secundaria Manuel Esquivel Durán
-Escuela Secundaria Técnica #86
-Escuela Preparatoria Oficial #250
Esta última creada en el año 2010 por el gobierno del Estado de México y el H. Ayuntamiento de Nicolás Romero en lo que anteriormente era el campo de fútbol del Ejido de Cahuacán, que actualmente (2018) cuenta con una matrícula escolar de más de 1,200 alumnos.

## Geografía
Cahuacán posee manantiales de hasta 100 litros por segundo y sus recursos forestales son los más importantes del municipio. Además en la agricultura posee una importante cantidad de hectáreas de tierra dedicadas a esta actividad. La elevación más alta es de aproximadamente 3.900 metros sobre el nivel del mar, en los límites con los municipios de Jiquipilco y Temoaya.
La altitud promedio según el INEGI es en el centro del pueblo de 2,800msn y en el Ejido de Cahuacán de 2950msn siendo una de las poblaciones establecidas a mayor altura sobre el nivel del mar en el centro del país.
Además limita con el municipio de Villa del Carbón al poniente, con el municipio de Isidro Fabela (comunidad de las Palomas) y por esto mismo es el pueblo con mayor extensión territorial del municipio, (cerca del 30% de la superficie de Nicolás Romero).

## Cultura
La Asociación de Charros "Pablo Ramos" de Cahuacán es la segunda más antigua de toda la República Mexicana, además de que la charrería es una tradición muy arraigada entre sus habitantes contando con un lienzo charro majestuoso inaugurado en junio de 1980 por el Dr. Jorge Jiménez Cantú, gobernador del Estado de México.
En 1962 llegó a Cahuacán a vivir uno de los más importantes compositores de la música mexicana; Gilberto Parra Paz, después de él otros compositores importantes como Ramón Ortega Contreras, José Vaca Flores, el productor Armando de Llano, Jorge Vargas, etc. también construyeron sus ranchos en el Ejido de Cahuacán,